# Keiji Suzuki
Keiji Suzuki, född den 3 juni 1980 i Jōsō, Japan, är en japansk judoutövare.
Han tog OS-guld i herrarnas tungvikt i samband med de olympiska judotävlingarna 2004 i Aten.